# قارب التنين

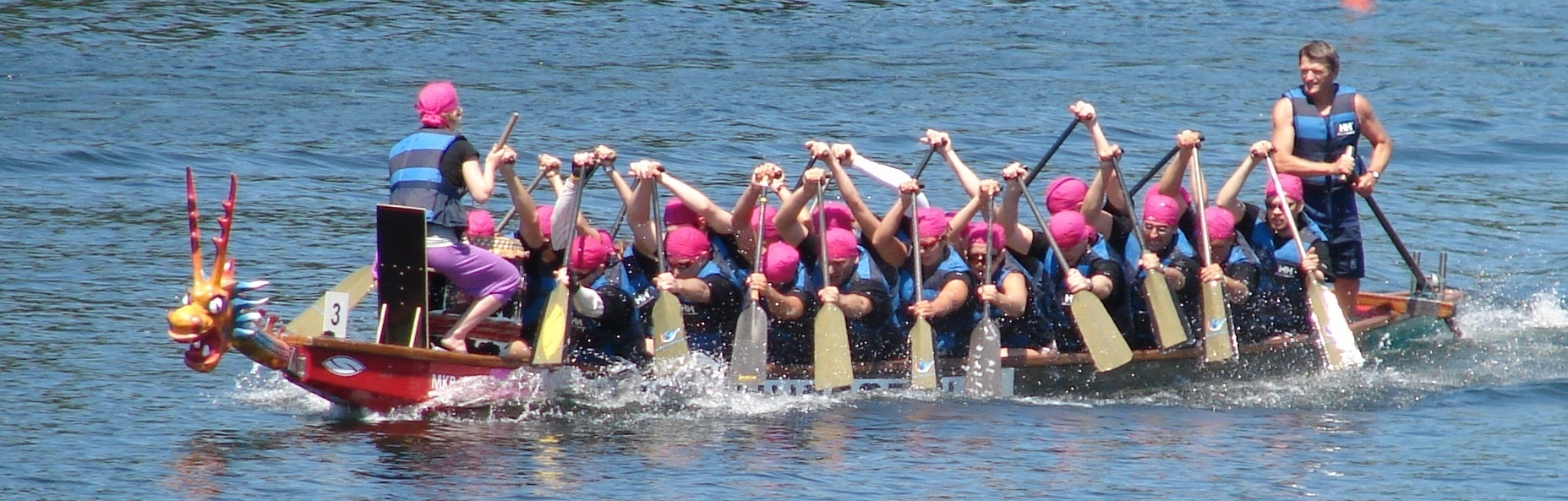

قارب التنين هو مركب مائي يعمل بطاقة البشر يعود أصله إلى دلتا نهر اللؤلؤة في الصين، يتم صنعه من الخشب والساج الكبير الذي كان يصدر من بونتياناك في إندونيسيا حالياً، أستخدم بعد مناطق أخرى من آسيا وثم أفريقيا وثم إنتقل بواسطة الأوروبيين إلى الكاريبي، وقد تم استخدام تسمية التنين نسبةً إلى التنين الصيني، في الوقت الحالي يتم التنافس عليه في السباقات ويتميز هذا القارب بأنه يتم قيادته من حوالي 10 أشخاص.
رياضة سباق قوارب التنين لها جذورها في طقوس شعبية قديمة من القرويين المتنافسين، والتي يعود تاريخها إلى 2000 سنة في جميع أنحاء جنوب الصين، وحتى أبعد من الألعاب الأصلية لأوليمبيا في اليونان القديمة. وشملت كل من سباق قوارب التنين والأولمبياد القديم جوانب من الشعائر الدينية والاحتفالات المجتمعية، جنبا إلى جنب مع المنافسة.
يعد سباق قوارب التنين نشاطًا صينيًا تقليديًا للمراكب المائية منذ أكثر من 2000 عام، وقد بدأ كرياضة دولية حديثة في هونغ كونغ في عام 1976. تصنع هذه القوارب عادةً من ألياف الكربون والألياف الزجاجية ومواد أخرى خفيفة الوزن. بالنسبة لأحداث المنافسة، يتم تزويد قوارب التنين بشكل عام برؤوس وذيول التنين الصينية المزخرفة. في أوقات أخرى (مثل أثناء التدريب)، عادة ما يتم إزالة الشعارات الزخرفية، على الرغم من أن الطبلة تبقى في كثير من الأحيان على متنها لممارسة الطبال. بالنسبة للسباقات، هناك 18-20 شخصًا في قارب قياسي، و8-10 في قارب صغير، باستثناء قائد القارب (الدفة) وعازف الدرامز.
في ديسمبر 2007، أضافت الحكومة المركزية لجمهورية الصين الشعبية مهرجان قوارب التنين، إلى جانب مهرجانات تشينغمينغ ومنتصف الخريف، إلى جدول الأعياد الوطنية.

## الطاقم

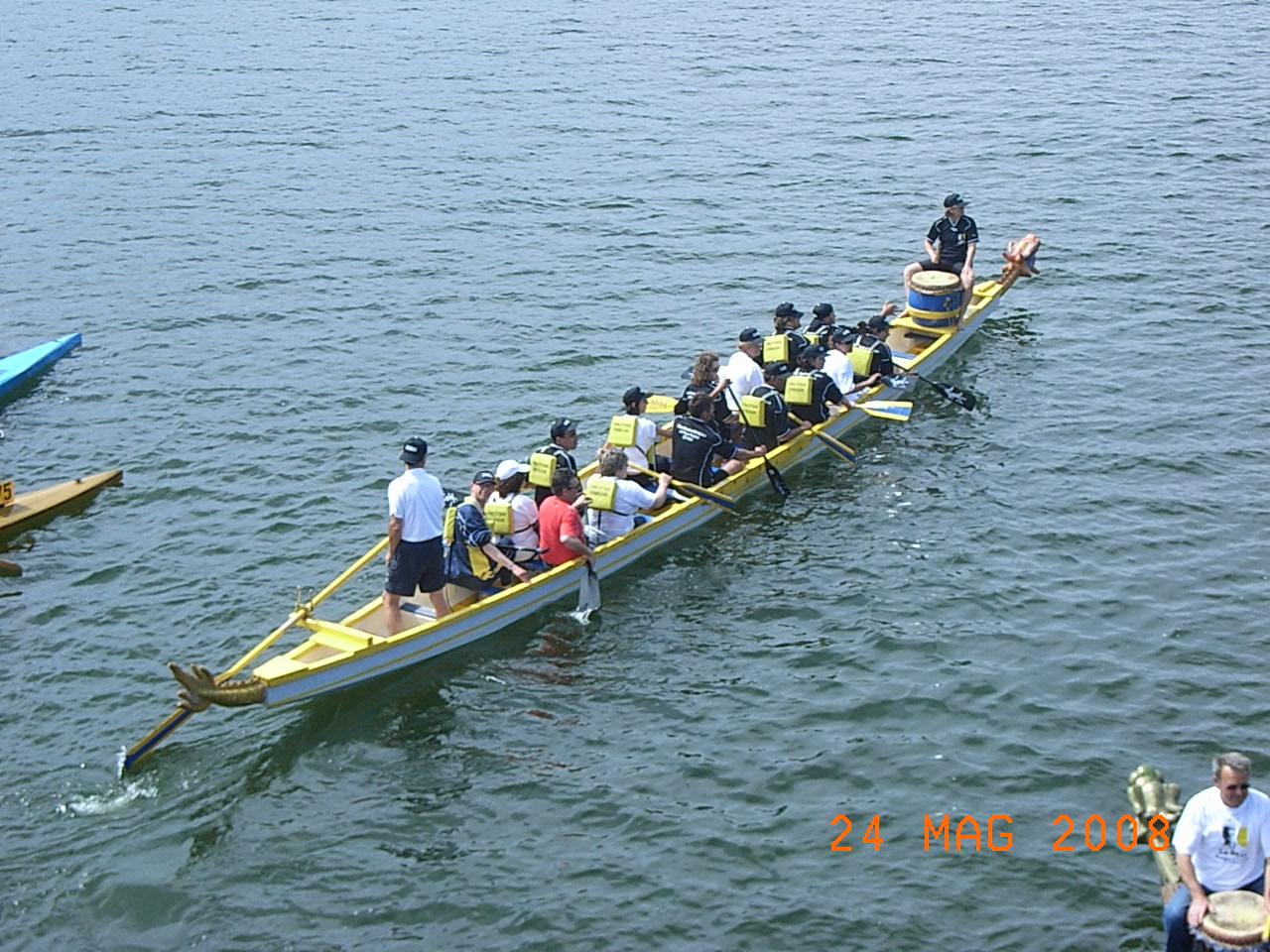
مثال على قارب التنين، لاحظ الطبلة الموجودة في مقدمة السفينة وقائد الدفة في مؤخرتها.

يتكون طاقم قارب التنين القياسي عادةً من 22 عضوًا في الفريق: 20 لاعبًا في أزواج يواجهون مقدمة القارب، وعازف درامز أو متصلاً عند القوس مواجهًا للمجدافين، وموجه واحد يقف في مؤخرة القارب. ومع ذلك، تختلف قوارب التنين في الطول ويتغير حجم الطاقم وفقًا لذلك، من قوارب التنين الصغيرة التي تحتوي على 10 فقط من التجديف إلى القوارب التقليدية التي تحتوي على ما يزيد عن 50 لاعبًا، بالإضافة إلى لاعب الدرامز (الطبال) والموجه.

## التاريخ[بحاجة لمصدر]
أطول قارب التنين في العالم (Kambojika بوتا Khemara Tarei)على العرض بجوار القصر الملكي في بنوم بنه، كمبوديا.
مماثلة لاستخدام الزوارق outrigger أو va'a البولينيزية، سباق قوارب التنين لديه خلفية غنية من التقاليد القديمة الاحتفالية، الطقوسية والدينية، وبالتالي، فإن الجانب التنافسي الحديث هو جزء صغير واحد فقط من هذه الثقافة قارب التنين المعقدة. ويعتقد استخدام قوارب التنين لسباقات والتنين من قبل العلماء، وسينوولوجيس، وعلماء الأنثروبولوجيا قد نشأت في جنوب وسط الصين منذ أكثر من 2500 سنة، في بحيرة دونغتينغ وعلى طول ضفاف جيانغ تشانغ (وتسمى الآن Yangtze)خلال نفس الحقبة عندما كانت تبذل مباريات اليونان القديمة التي أنشئت في أولمبيا. وقد مارس سباق قوارب التنين بشكل مستمر منذ هذه الفترة كأساس لطقوس المياه السنوية والاحتفالات المهرجان، وللتبجيل التقليدي لللجنين الصينية المياه اللوهية. كان الاحتفال جزءا هاما من المجتمع الزراعى الصينى القديم، حيث احتفل بزراعة الارز الصيفى. كان سباق قوارب التنين في موقع تاريخي في شبه القارة الصينية الجنوبية الوسطى «وعاء الأرز»; حيث كان هناك حقول الأرز، لذلك كان هناك قوارب التنين، أيضا.
من الحيوانات الإثني عشر التي تشكل زودياك الصينية التقليدية، إلا التنين هو مخلوق أسطوري. كل ما تبقى من الحيوانات غير الأسطورية، ولكن كل اثني عشر من مخلوقات زودياك كانت معروفة جيدا لأعضاء المجتمعات الزراعية الصينية القديمة. كان يعتقد تقليديا التنين أن حكام المياه على الأرض: الأنهار والبحيرات والبحار. كما كان يعتقد أنها تهيمن على مياه السماء: الغيوم والضباب والأمطار. هناك التنين الأرض، التنين الجبلية، والسماء أو التنين السماوية (تيان لونغ) في التقاليد الصينية. كما توجد التنانين الأسطورية والثعابين على نطاق واسع في العديد من الثقافات في جميع أنحاء العالم.
رسمة سلالة تانغ لسباق قارب تنين منسوب إلى لي تشاوداو (675-758)
سباق قوارب التنين التقليدية، في الصين، يتزامن مع اليوم الخامس من الشهر القمري الصيني 5 (تختلف من أواخر مايو إلى يونيو على التقويم الميلادي الحديث). الانقلاب الصيفي يحدث حوالي 21 يونيو وهو السبب في أن الصينيين يشيرون إلى مهرجانهم باسم «دوان وو» أو «دوين نغ». كل من الشمس والتنين تعتبر أن تكون الذكور (القمر وطائر الفينيق الأسطورية، ومع ذلك، تعتبر أن تكون أنثى). الشمس والتنين هي في أقوى خلال هذا الوقت من السنة، لذلك السبب لمراقبة هذا من خلال الاحتفالات طقوس مثل سباق قوارب التنين. كما أنه الوقت من السنة الذي يجب فيه زرع شتلات الأرز في حقول الأرز الخاصة بها للسماح بزراعة الأرز الرطب. يشير وو أو نغ إلى الشمس في أعلى مكان لها في السماء خلال النهار، خط الطول من «الظهيرة العالية». يشير دوان أو دوين إلى النفقات العامة المستقيمة أو المباشرة. وهكذا، دوان وو هو مرجع قديم إلى أقصى موقع من الشمس في نصف الكرة الشمالي، أطول يوم من السنة أو الانقلاب الصيفي.
كان القصد من تبجيل التنين هو تجنب سوء الحظ والكارثة وتشجيع هطول الأمطار، وهو أمر ضروري لخصوبة المحاصيل وبالتالي، من أجل ازدهار طريقة الحياة الزراعية. واعتبرت التنين السماوية وحدات تحكم من الأمطار والرياح الموسمية والرياح والغيوم. كان الإمبراطور «التنين» أو «ابن السماء»، ويشير الصينيون أحياناً إلى أنفسهم على أنهم «تنانين» بسبب روح القوة والحيوية. على عكس التنين في الأساطير الأوروبية، والتي تعتبر عادة أن تكون شريرة وشيطانية، تعتبر التنين الآسيوية صحية وخيرة، وبالتالي تستحق التبجيل، وليس القتل. ولكن إذا لم يكن هطول الأمطار كافياً، فقد يؤدي ذلك إلى حدوث مجاعة وجفاف. ويبدو أن تبجيل التنانين في الصين يرتبط بضمان المياه التي تعطي الحياة وحصاد الأرز الوفير في جنوب وسط الصين سنوياً.
طقوس أخرى تسمى صحوة التنين ينطوي على كاهن الطاوية dotting عيون انتفاخ من رئيس التنين المنحوتة تعلق على القارب. القيام بذلك يرمز التنين إنهاء سباته وإعادة تنشيط روحه، أو تشي. في المهرجانات قارب التنين الحديثة، يمكن دعوة ممثل إلى خطوة إلى الأمام لنقطة العيون على رأس قارب التنين مع فرشاة مغموسة في الطلاء الأحمر.
عدم فهم أهمية دوانوو، أشار المراقبون الأوروبيون في القرن التاسع عشر لطقوس السباق إلى المشهد المرتبط بأنه «مهرجان قوارب التنين». هذا هو المصطلح الذي أصبح معروفا في الغرب. التنين سباق القوارب، مثل Duanwu، ويلاحظ ويحتفل في العديد من مناطق شرق آسيا مع عدد كبير من السكان من أصل صيني مثل سنغافورة وماليزيا وجزر رياو، فضلا عن بعد أن اعتمدت من قبل جزر ريوكيو منذ العصور القديمة. يشار إلى التاريخ الذي عقدت السباقات باسم «الخامس المزدوج»، منذ دوانوو يحسب اليوم الخامس من الشهر القمريالخامس، الذي يقع في كثير من الأحيان على شهر التقويم الميلادي من يونيو وأحيانا في مايو أو يوليو. يتم حساب دوانوو سنويا وفقا لنظام التقويمالتقليدي في الصين، وهو مزيج من دورات الطاقة الشمسية والقمرية، على عكس نظام التقويم الميلادي القائم على الطاقة الشمسية.
Bas مشهد الإغاثة من معبد بايون يصور معركة بحرية باستخدام قوارب التنين بين إمبراطورية الخمير وشامبا.
استخدمت إمبراطورية الخمير قوارب التنين في معاركها البحرية. اليوم، كمبوديا يكرم استخدام قوارب التنين من قبل البحرية الإمبراطورية الخمير من خلال استضافة مسابقات قوارب التنين في مهرجان بون أوم طوق المياه. يقع أطول قارب تنين في العالم في كمبوديا ويعرف باسم Kambojika Putta Khemara Tarei.

## الطبال
يمكن اعتبار نبضة دقات الطبلة التي يصدرها عازف الدرامز «نبضات قلب» قارب التنين.الطبال يقود مجداف في جميع أنحاء سباق باستخدام قرع الطبل الإيقاعي للإشارة إلى تواتر وتزامن جميع ضربات المجدفين (أي إيقاع أو التقاط أو تسريع الوتيرة أو إبطاء المعدل، إلخ). قد يصدر عازف الدرامز أوامر للطاقم من خلال مجموعة من الإشارات اليدوية والمكالمات الصوتية، ويحث الطاقم بشكل عام على الأداء في ذروتهم. عادةً ما يكون عازف الدرامز إلزاميًا أثناء أحداث السباق، ولكن إذا لم يكن موجودًا أثناء التدريب، فمن المعتاد أن يقوم الكاسح بتوجيه الطاقم أثناء السباق. دور الطبال هو دور تكتيكي واحتفالي. في المسابقات الرسمية، مثل بطولة العالم، يجب على عازفي الطبول أن يضربوا الطبل جسديًا، وإلا فقد يتم إصدار عقوبة للفريق. في الأحداث أو الممارسات الأخرى، قد لا يضرب عازف الطبل لفريق متمرس على الطبلة، حيث يمكن للفريق التجديف معًا بشكل طبيعي، بدون إيقاع طبول.

## التجديف
يجلس زوج من المجدفين التي توجه إلى الأمام في القارب، ويستخدمون نوعًا معينًا من المجداف، الذي على عكس المعدات المستخدمة في التجديف، لا يتم تركيبه على القارب بأي شكل من الأشكال.
المجداف المقبول الآن من قبل المنظمة الدولية لقوارب التنين، لديها مساحة ثابتة من شكل النصل المميزة المستمدة من الأشكال مجداف مميز لتلك التي يستخدمها سكان منطقة دلتا نهر اللؤلؤ في مقاطعة قوانغدونغ، والصين المتاخمة لهونغ كونغ. وIDBF 
مواصفات المجذاف 202a (PS202a)  لها حواف مستقيمة متوهجة وأكتاف دائرية مقوسة، تستند هندسيًا على مثلث متساوي الأضلاع موضوع بين وجه الشفرة وعنق العمود.
يحدد الزوج الأول من المضاربين، المسمى "pacers" أو «الضربات» أو «المؤقتات»، وتيرة الفريق ويكونون مسؤولين عن مزامنة ضرباتهم مع بعضهم البعض، لأنه من المهم أن تتم مزامنة جميع ألعاب التجديف. يتم تحديد إتجاه قارب التنين أثناء السباق بواسطة الموجه، ولكن بالنسبة للإرساء والمناورات الأخرى، قد يُطلب من المجدفين الفرديين التجديف (بينما يقوم الآخرون إما بإيقاف القارب أو الراحة) وفقًا للأوامر التي يقدمها لاعب الدرامز أو الموجه.
بشكل عام، هناك ثلاث ضربات مختلفة يستخدمها المجدفون: ضربة أمامية (عادية)، وضربة ظهر، وضربة رسم.

## الموجه
يتم التحكم في اتجاه حركة زورق التنين بواسطة الموجه الذي يقف في الجزء الخلفي من القارب. توجد العديد من المصطلحات للشخص الذي يقود القارب، مثل الموجه، والقيادة، والاكتساح، والدفة.يتلاعب المقود بمجداف طويل (عادة 9 أقدام) مستقيم، يسمى مجداف التوجيه. يقع مجداف التوجيه في قفل مجداف على شكل حرف U مقلوب. يقع قفل المجذاف أعلى ذراع التوجيه، الذي يلتصق بشكل عمودي على الجانب الخلفي الأيسر من قارب التنين.
ستخدم المجداف لتوجيه القارب أثناء تحركه وضبط موضع القارب.لتوجيه، سيضع الموجه شفرة المجذاف في الماء ويدفع المقبض بعيدًا عنه / عنها، أو يسحبه باتجاهه / لها. سيؤدي القيام بذلك إلى تدوير القارب يمينًا أو يسارًا، على التوالي.
يمكن للموجه أيضًا استخدام مجذاف التوجيه لضبط موضع القارب عن طريق التدوير. عندما يقوم الموجه بتدوير مجذاف التوجيه، فإن مؤخرة القارب تتحرك إما إلى اليسار أو اليمين، وتدور القارب. يتم تنفيذ هذا عادةً لقلب القارب في التدريب أو لضمان اصطفاف القارب بشكل مستقيم والإشارة مباشرة إلى مضمار السباق.
يستخدم الموجه المكالمات لتوجيه المجدفين. قد يدعو الموجه «المجاذيف لأعلى» للاستعداد للتجديف و «أخذه بعيدًا!» لبدء التجديف. قد يستخدم جهاز التوجيه نداءات أخرى مثل «إمساك القارب» لراكبي التجديف للفرملة باستخدام المجاديف أو «دعه يركب» لرفع المجاديف من الماء.

## السباقات
يتم تنظيم سباق قوارب التنين الحديثة على المستوى الدولي من قبل الاتحاد الدولي لقوارب التنين (IDBF)، الهيئة الحاكمة العالمية لهذه الرياضة. يعتبر IDBF عضوًا في الرابطة العالمية للاتحادات الرياضية الدولية (Sportaccord) وهو اتحاد مؤسس لمجموعة AIMS (تحالف الأعضاء المستقلين المعترف بهم للرياضة) داخل Sportaccord. AIMS هي منظمة رياضية متعددة معترف بها من IOC. لدى الاتحاد الدولي للقوارب (ICF) أيضًا برنامج قوارب التنين لأعضاء اتحادات الزوارق المهتمين بزورق التنين. تعتبر كل من السباقات الرياضية والمهرجانات تنافسية للغاية والعديد من التجديف يتدربون على مدار السنة باستخدام آلات التجديف أو برك السباحة بالإضافة إلى الجلسات على الماء.
عادة ما يكون سباق المهرجان حدثًا سريعًا يبلغ عدة مئات من الأمتار، ويكون 500 متر الأكثر شيوعًا. السباقات التي يبلغ قياسها 200 و1000 و2000 متر هي أيضًا مسافات قياسية في المنافسة الدولية. عادة ما تقام السباقات التي يبلغ طولها 2000 متر في مسار طوله 500 متر، مما يتطلب من الفرق القيام بحلقتين. تبدأ الفرق وتنتهي في نفس نهاية الدورة، وتستكمل ثلاث دورات بزاوية 180 درجة. يمكن أيضًا استخدام مسافات أخرى في المهرجانات المحلية، مثل 100 أو 250 مترًا، أو مسافة أخرى، اعتمادًا على حجم المسطح المائي.

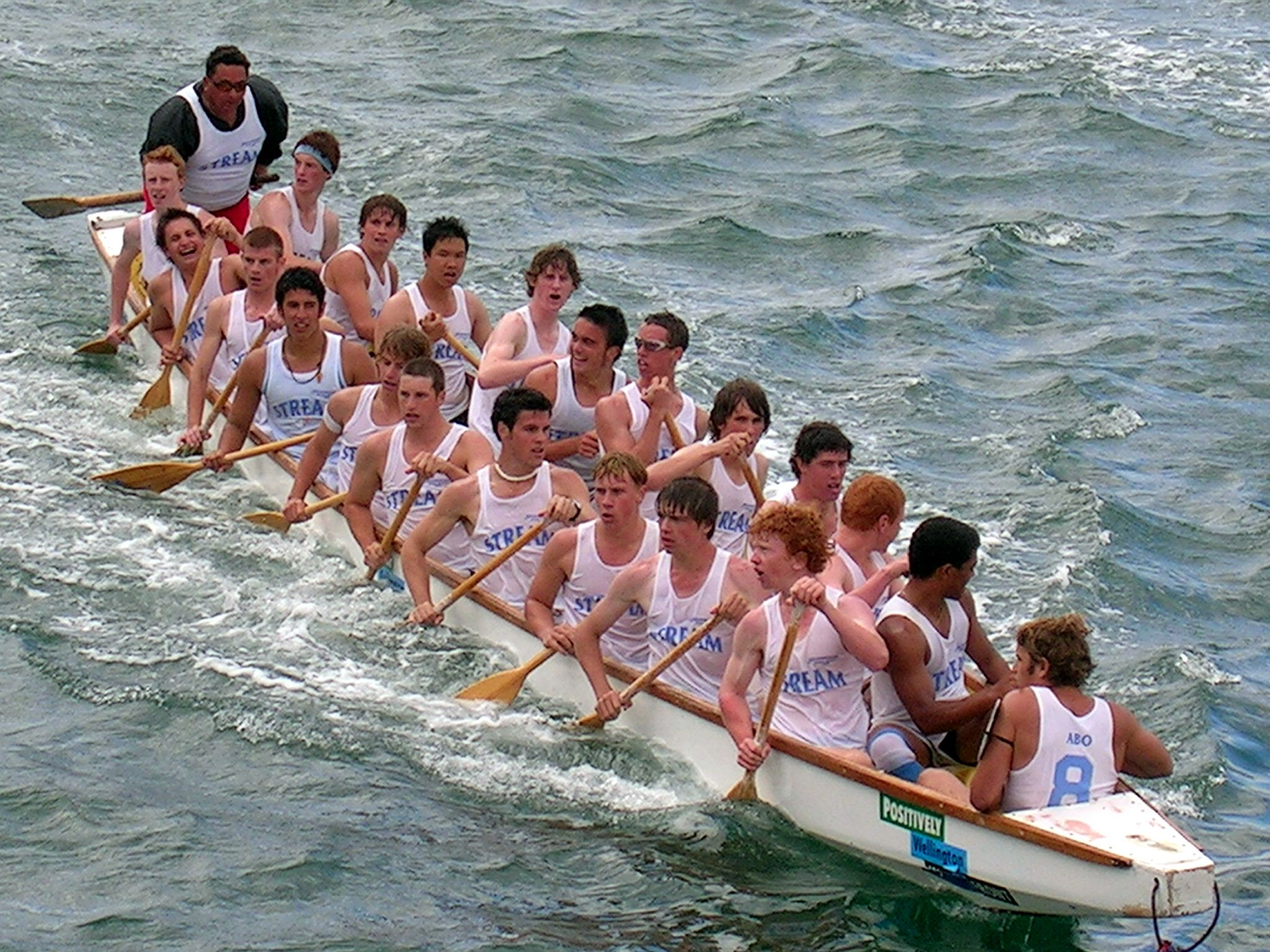
مهرجان قوارب التنين في ويلينجتون، نيوزيلندا، شكل قارب التنين يشبه شكل الزورق

## مواصفات قارب التنين المنافس

### قارب التنين الصغير
وفقا لقواعد مسابقة رابطة قوارب التنين الصينية: (لا معايير موحدة، متطلبات المنافسة العامة)
- طول قارب التنين : 12 م (من الصنبور إلى ذيل التنين)
- طول البدن: 9.6 متر
- عرض قارب التنين: 96 سم (أوسع جزء من المقصورة الوسطى)
- وزن قارب التنين: لا يوجد معيار موحد. (فقط مطلوب ألا يتجاوز الفرق بين أثقل قارب تنين وأخف زورق تنين مستخدم في نفس الحدث 5 كجم)

## المنظمات والاعتراف والثقافة الشعبية
الاتحاد الدولي لرياضة قوارب التنين هو الاتحاد الدولي لقوارب التنين (IDBF). في عام 2007، تم الاعتراف ب IDBF كعضو في سبورتاكور (الرابطة العامة السابقة للاتحادات الرياضية الدولية، GAISF) التي تعد جزءًا من الحركة الأولمبية، بعد ان قام SportAccord بالنظر في الخلفيات التاريخية والثقافية والهويات من رياضة قوارب التنين.
تم إنشاء الاتحادات أو الاتحادات الأعضاء في IDBF في 89 دولة أو منطقة منذ عام 1991. ولا يعتبر الاتحاد الدولي لكرة القدم (IDBF) حاليًا اتحادًا أولمبيًا دوليًا للجنة الأولمبية الدولية (IOC)، ولكن اللجنة الأولمبية الدولية تدرس حاليًا طلب IDBF للحصول على وضع الاتحاد الأولمبي.

## الحوادث والوقائع
في 17 كانون الثاني (يناير) 2010، انقلب تدريب على قارب التنين في بينانغ بماليزيا وقتل 6 متسابقين على متنه.
في 11 فبراير 2011، انقلب تدريب آخر على متن قارب التنين بسبب الرياح في Præstø ، الدنماركية قتلت أحد التجديف على متنها.

## قارب التنين كرياضة شعبية
الآن سباق قوارب التنين هو حدث دولي. تحظى هذه الرياضة بشعبية في الولايات المتحدة الأمريكية وكندا وأوروبا وأستراليا وتايوان وهونج كونج وسنغافورة. لا تقام بعض سباقات قوارب التنين حول مهرجان قوارب التنين. بعضها في يوليو أو أغسطس أو سبتمبر. تحتاج إلى التحقق من مواقع الويب الخاصة بهم للحصول على الجداول الزمنية.
مهرجان قوارب التنين هو أحد المهرجانات التقليدية في الصين. تقام في العديد من الأماكن في الصين سباقات قوارب التنين للاحتفال بالمهرجان في اليوم الخامس من الشهر القمري الخامس ، خاصة في جنوب الصين. فيما يلي أربعة أماكن موصى بها لمشاهدة سباق قوارب التنين:
- مهرجان قوارب التنين في هونغ كونغ: ميناء فيكتوريا ، كولون ، هونغ كونغ
- مهرجان Yueyang الدولي لقوارب التنين: مركز سباق قوارب التنين الدولي في نهر ميلو ، محافظة يويانغ ، مقاطعة هونان
- مهرجان Guizhou Dragon Canoe لشعب مياو العرقي: نهر Qingshui ، مقاطعة Taijiang ، Qiandongnan Miao و Dong Autonomous Prefecture ، مقاطعة Guizhou
- مهرجان قوارب التنين هانغتشو: منتزه Xixi الوطني للأراضي الرطبة ، طريق تيانموشان ، مدينة هانغتشو بمقاطعة تشجيانغ